# Pristimantis pseudoacuminatus
Espèce
Synonymes
- Eleutherodactylus pseudoacuminatus Shreve, 1935

Statut de conservation UICN

 LC  : Préoccupation mineure
Pristimantis pseudoacuminatus est une espèce d'amphibiens de la famille des Craugastoridae.

## Répartition
Cette espèce se rencontre entre 330 et 570 m d'altitude dans le haut bassin amazonien :
- en Colombie dans le département de Putumayo ;
- en Équateur dans les provinces de Sucumbíos, d'Orellana et de Pastaza ;
- au Pérou dans la région de Loreto.

## Publication originale
- Shreve, 1935 : On a new teiid and Amphibia from Panama, Ecuador and Paraguay. Occasional Papers of the Boston Society of Natural History, vol. 8, p. 209-218 (texte intégral).